# 道の駅一覧 や-わ行
道の駅 ＜ 道の駅一覧
| あ行 | か行 | さ行 | た行 | な行 | は行 | ま行 | や - わ行 |

日本の道の駅のうち、や行、ら行、わ行で始まるものの一覧である。
道の駅の記事を書かれる方へ：
道の駅の記事を書いた場合は、この一覧にも書き込んで下さい。
道の駅の記事のフォーマットについては、プロジェクト:道の駅をご覧になるか、すでに投稿されている記事を参考にして下さい。

## や
- 道の駅やいた：栃木県
- 道の駅夜叉ケ池の里さかうち（やしゃがいけのさとさかうち）：岐阜県
- 道の駅やす：高知県
- 道の駅やたて峠（やたてとうげ）：秋田県
- 道の駅八千穂高原（やちほこうげん）：長野県
- 道の駅やちよ：千葉県
- 道の駅柳津（やないづ）：岐阜県
- 道の駅耶馬トピア（やぱとぴあ）：大分県
- 道の駅やぶ：兵庫県
- 道の駅山内（やまうち）：佐賀県
- 道の駅山川港活お海道（やまがわみなと いおかいどう）：鹿児島県
- 道の駅山北（やまきた）：神奈川県
- 道の駅やまくに：大分県
- 道の駅山崎（やまさき）：兵庫県（登録抹消）
- 道の駅やまだ：岩手県
- 道の駅山田錦発祥のまち・多可（やまだにしきはっしょうのまち・たか）：兵庫県
- 道の駅大和（やまと）：佐賀県
- 道の駅大和路へぐり（やまとじへぐり）：奈良県
- 道の駅山中温泉 ゆけむり健康村（やまなかおんせん ゆけむりけんこうむら）：石川県
- 道の駅山之口（やまのくち）：宮崎県
- 道の駅やまびこ館（やまびこかん）：岩手県
- 道の駅やよい：大分県
- 道の駅八幡浜みなっと（やわたはまみなっと）：愛媛県
- 道の駅八ッ場ふるさと館（やんばふるさとかん）：群馬県
- 道の駅やんばるパイナップルの丘 安波（やんばるパイナップルのおか あは）：沖縄県

## ゆ
- 道の駅ゆいゆい国頭（ゆいゆいくにがみ）：沖縄県
- 道の駅湧水の郷しおや（ゆうすいのさとしおや：栃木県）
- 道の駅夕張メロード（ゆうばりめろーど）：北海道
- 道の駅夕陽が丘そとめ（ゆうひがおかそとめ）：長崎県
- 道の駅ゆうひパーク浜田（ゆうひぱーくはまだ）：島根県
- 道の駅ゆうひパーク三隅（ゆうひぱーくみすみ）：島根県
- 道の駅遊YOUさろん東城（ゆうゆうさろんとうじょう）：広島県
- 道の駅YOU・遊・もり（ゆう・ゆう・もり）：北海道
- 道の駅雪のふるさとやすづか（ゆきのふるさとやすづか）：新潟県
- 道の駅ゆすはら：高知県
- 道の駅ゆとりパークたまがわ：山口県
- 道の駅湯西川（ゆにしがわ）：栃木県
- 道の駅湯の香しおばら（ゆのかしおばら）：栃木県
- 道の駅湯の川（ゆのかわ）：島根県
- 道の駅ゆのたに：新潟県
- 道の駅ゆ〜ぱるのじり：宮崎県
- 道の駅ゆふいん：大分県
- 道の駅夢さんさん谷汲（ゆめさんさんたにぐみ）：岐阜県
- 道の駅ゆめランド布野（ゆめらんどふの）：広島県

## よ
- 道の駅ようか但馬蔵（ようかたじまのくら）：兵庫県
- 道の駅よかわ：兵庫県
- 道の駅よがんす白竜（よがんすはくりゅう）：広島県
- 道の駅横綱の里ふくしま（よこづなのさとふくしま）：北海道
- 道の駅よこはま：青森県
- 道の駅よしうみいきいき館（よしうみいきいきかん）：愛媛県
- 道の駅よしおか温泉（よしおかおんせん）：群馬県
- 道の駅よしかわ杜氏の郷（よしかわとうじのさと）：新潟県
- 道の駅吉野ヶ里（よしのがり）：佐賀県
- 道の駅吉野路 大塔（よしのじ おおとう）：奈良県
- 道の駅吉野路 大淀iセンター（よしのじ おおよどあいせんたー）：奈良県
- 道の駅吉野路 上北山（よしのじ かみきたやま）：奈良県
- 道の駅吉野路 黒滝（よしのじ くろたき）：奈良県
- 道の駅よつくら港（よつくらこう）：福島県
- 道の駅よってけ!島牧（よってけ！しままき）：北海道
- 道の駅米沢（よねざわ）：山形県
- 道の駅米山（よねやま）：宮城県

## ら
- 道の駅ライスランドふかがわ：北海道
- 道の駅雷電くるみの里（らいでんくるみのさと）：長野県
- 道の駅来夢とごうち（らいむとごうち）：広島県
- 道の駅ラステンほらど：岐阜県
- 道の駅ららん藤岡（ららんふじおか）：群馬県
- 道の駅らんこし・ふるさとの丘（らんこし・ふるさとのおか）：北海道

## り
- 道の駅リストアステーション：広島県
- 道の駅竜王かがみの里（りゅうおうかがみのさと）：滋賀県
- 道の駅龍神（りゅうじん）：和歌山県
- 道の駅龍勢会館（りゅうせいかいかん）：埼玉県
- 道の駅流氷街道網走（りゅうひょうかいどうあばしり）：北海道
- 道の駅竜北（りゅうほく）：熊本県
- 道の駅両神温泉薬師の湯：（りょうかみおんせんやくしのゆ）：埼玉県
- 道の駅良寛の里わしま（りょうかんのさとわしま）：新潟県
- 道の駅林林館（りんりんかん）：宮城県

## る
- 道の駅ルート229元和台（るーと229げんなだい）：北海道
- 道の駅R290とちお（るーと290とちお）：新潟県
- 道の駅るもい：北海道

## れ
- 道の駅霊山たけやま（れいざんたけやま）：群馬県
- 道の駅レスティ 唐古・鍵（レスティ からこ・かぎ）：奈良県
- 道の駅蓮如の里あわら（れんにょのさとあわら）：福井県

## ろ
- 道の駅ろくのへ：青森県
- 道の駅ローズマリー公園（ろーずまりーこうえん）：千葉県
- 道の駅路田里はなやま（ろーたりーはなやま）：宮城県
- 道の駅ロード銀山（ロードぎんざん）：島根県
- 道の駅ロック・ガーデンひちそう（ろっく・がーでんひちそう）：岐阜県
- 道の駅☆ロマン街道しょさんべつ（ろまんかいどうしょさんべつ）：北海道

## わ
- 道の駅若桜（わかさ）：鳥取県
- 道の駅若狭おばま（わかさおばま）：福井県
- 道の駅若狭熊川宿（わかさくまがわしゅく）：福井県
- 道の駅若狭美浜はまびより（わかさみはまはまびより）：福井県
- 道の駅わきのさわ：青森県
- 道の駅わじき：徳島県
- 道の駅鷲の里（わしのさと）：徳島県
- 道の駅和紙の里ひがしちちぶ（わしのさとひがしちちぶ）：埼玉県
- 道の駅輪島（わじま）：石川県
- 道の駅和田浦WA・O!（わだうらワオ）：千葉県
- 道の駅和田宿ステーション（わだじゅくステーション）：長野県
- 道の駅わっかない：北海道
- 道の駅和良（わら）：岐阜県